# Changes (album sastava King Gizzard & the Lizard Wizard)
Changes je dvadeset i treći studijski album australskog rock-sastava King Gizzard & the Lizard Wizard. Objavljen je 28. listopada 2022.

## O albumu
Sastav je 18. lipnja 2022. izjavio da će do kraja te godine objaviti još tri albuma. Dana 12. srpnja objavljeno je da je treći album „nešto na čemu Gizzard radi od 2017., što je najdulje vrijeme koje je skupina provela radeći na jednom albumu”. Mackenzie je komentirao: „Na njemu nema improviziranih pjesama. Dosta je temeljito isplaniran za Gizzardove standarde. Bitna je svaka snimka i bitan je svaki dio.” Za sam je uradak izjavio da „više funkcionira kao ciklus pjesama”.
Rad na albumu počeo je 2017. Te je godine sastav objavio pet studijskih albuma. Changes je trebao biti zadnji u nizu, no članovi sastava nisu smatrali da je dovršen, pa su umjesto njega objavili Gumboot Soup. Pjesma „Exploding Suns” objavljena je u inačici snimljenoj još 2017.
Stu Mackenzie izjavio je: „Sve su pjesme utemeljene na jednoj progresiji; svaka je pjesma varijacija na temu.” Dodao je: „[T]o možda nije naš najsloženiji album, ali o svakom smo djeliću i svakom zvuku koji čujete dosta razmišljali.”
Pjesme na albumu „natopljene su toplim zvukom tipičnim za R'n'B iz sedamdesetih i karakteriziraju ih jednostavne progresije”. Prvo slovo svake pjesme na albumu oblikuje naslov albuma.
Changes je u početku trebala biti jedna dugačka pjesma. Ta je pjesma naposljetku postala trinaestominutna uvodna skladba „Change”, za koju je Chris Deville iz Stereoguma izjavio: „[To je] odiseja na kojoj posjećujemo kaleidoskopski pop iz šezdesetih, raznobojni vatromet progresivnoga rocka i lebdeći starinski R&B na klavijaturama.” Mackenzie je izjavio da se ostale pjesme razvijaju iz prve: „'Hate Dancin'' sagrađena je na temelju progresije iz pjesme 'Change'. 'Astroturf' je također nastala na temelju progresije iz pjesme 'Change'. Isti je slučaj i sa 'Short Change', zadnjom pjesmom. Svaka je pjesma na albumu utemeljena na dijelu pjesme 'Change'.”

## Objava
Dana 7. rujna najavljeno je da će se primjerci albuma prodavati 27. listopada tijekom koncerta u Orpheum Theateru u New Orleansu, jedan dan prije službene objave uratka.
Glazbeni spot za singl „Hate Dancin'”, koji je režirao John Angus Stuart, objavljen je 17. listopada. Sam je uradak objavljen 28. listopada.

## Popis pjesama
| 1.    | »Change«         | Stu Mackenzie, Ambrose Kenny-Smith, Joey Walker, Cook Craig | 13:03 |
| 2.    | »Hate Dancin'«   | Mackenzie, Kenny-Smith                                      | 3:16  |
| 3.    | »Astroturf«      | Mackenzie, Michael Cavanagh                                 | 7:33  |
| 4.    | »No Body«        | Mackenzie                                                   | 3:42  |
| 5.    | »Gondii«         | Mackenzie                                                   | 4:56  |
| 6.    | »Exploding Suns« | Mackenzie, Kenny-Smith                                      | 4:40  |
| 7.    | »Short Change«   | Mackenzie                                                   | 2:50  |
| 40:03 |                  |                                                             |       |

## Recenzije
| Zbirne ocjene   | Zbirne ocjene |
| Izvor           | Ocjena        |
| --------------- | ------------- |
| Metacritic      | 76/100        |
| Recenzije       |               |
| Izvor           | Ocjena        |
| AllMusic        | [ 9 ]         |
| Far Out         | [ 10 ]        |
| Exclaim!        | 7/10          |
| Louder Than War | [ 12 ]        |
| Pitchfork       | 7,2/10        |
| Uncut           | [ 14 ]        |

Na Metacriticu, sajtu koji prikuplja ocjene recenzenata raznih publikacija i na temelju njih uratku daje prosječnu ocjenu od 0 do 100, uradak je na temelju šest recenzija osvojio 76 bodova od njih 100, što označava „uglavnom pozitivne kritike”. Tim Sendra dao mu je tri i pol zvjezdice od njih pet u recenziji za AllMusic i izjavio je: „[Album] je istovremeno čudan i poznat, kao da istražujete mjesec iz udobnosti vlastita kauča.” Zaključio je: „King Gizzard uvijek je neodoljiv, a čak i kad su mu koncepti skromni, konačni proizvod čini najkvalitetniji psihodelični pop / rock / funk / prog ili što već.” Aimee Ferrier dala mu je jednaku ocjenu u recenziji za časopis Far Out i izjavila je: „'Changes' nije Nonagon Infinity, Infest the Rats' Nest ni Flying Microtonal Banana, ali ta tri izvanredna albuma ionako je teško nadmašiti. Dvadeset i treći uradak sastava sažet je i oblikovan s ljubavlju, a na njemu se nalaze neki od njegovih najnježnijih i najzrelijih trenutaka do danas.”
Dobio je sedam bodova od njih deset u recenziji Stephana Boissonneaulta u časopisu Exclaim!; Boissonneault je zaključio: „Changes nije najsloženiji album koji je King Gizzard & the Lizard Wizard snimio, ali se nekoliko godina razvijao u umovima članova i neobično prikazuje sve u čemu su dobri. Bilo da ste pravi obožavatelj Gizzarda ili da prvi put umačete prste u psihodeličnu močvaru, ovaj album vrijedi poslušati.” Maclay Heriot dao mu je osam bodova od njih deset u recenziji za Uncut i napisao je: „Changes ističe činjenicu da njegovi autori uporno evoluiraju.”

## Zasluge
| King Gizzard & the Lizard Wizard - Stu Mackenzie – bubnjevi (na pjesmi „Change”; gitara (na 1., 2., 4. i 7. pjesmi); bas-gitara (osim na pjesmi „Gondii”); vokali; melotron (na 1., 3. i 7. pjesmi); vibrafon (na pjesmi „Change”); orgulje (od 1. do 3. pjesme); Wurlitzer; sintesajzer; klavijatura (na 1., 3. i 7. pjesmi); flauta (na pjesmi „Astroturf”); udaraljke (na pjesmi „Gondii”); snimanje (svih pjesama osim „Exploding Suns”); miksanje; produkcija - Michael Cavanagh – bubnjevi - Ambrose Kenny-Smith – klavijatura (na 1., 3. i 4. pjesmi); vokali (osim na pjesmi „Short Change”); udaraljke; saksofon (na pjesmi „Astroturf”) - Cook Craig – sintesajzer (na 1., 5. i 6. pjesmi); klavijatura (na pjesmi „Change”); vokali (na pjesmi „Change”); gitara (na pjesmi „Change”); bas-gitara (na pjesmi „Exploding Suns”) - Joey Walker – sintesajzer (na 1., 2., 3. i 5. pjesmi); gitara (na 1. i 3. pjesmi); vokali (na pjesmi „Change”) | Ostalo osoblje - Nico Wilson – snimanje (pjesme „Change”) - Sam Joseph – snimanje (pjesme „Exploding Suns”) - Joe Carra – mastering - Jason Galea – fotografija, dizajn |

## Ljestvice
| Ljestvica (2022.)                       | Najviša pozicija |
| --------------------------------------- | ---------------- |
| Australija                              | 4.               |
| Ujedinjeno Kraljevstvo (Digital Albums) | 79.              |